# フィーバーザウルスII
フィーバーザウルスⅡは、1989年9月にSANKYOが発売した、同社からは初のドラム以外の表示方法を採用したデジタル式パチンコ機のシリーズ名。フィーバーザウルスⅡの1機種がある。

## 概要
7セグ表示のデジパチ。SANKYO初となるデジタル表示のみのデジパチとして登場したのが本機である。ゲージ構成が特徴的で、スタートチャッカーは3箇所ある。デジタル下の中央以外に左右の落としにも配置されており、羽根モノ機で用いられるハカマゲージが採用されている。大当たり時に開放されるアタッカーはスライド式になっている。スライド式の役物を搭載したデジパチはSANKYOとしては初であった。メインデジタルの大当たり図柄は全部で15種類あり、赤で表示される図柄が0〜9までの10種類、緑で表示される図柄が1〜9までの奇数の5種類ある。15種類ある大当たり図柄のいずれかが3つ揃いで大当たりとなる。赤デジタルと緑デジタルで共通している奇数図柄が色違いで揃ってもそれぞれが別図柄扱いなので大当たりとはならない。本機はスタートチャッカーのみ7個戻しである。
1990年に発売されたフィーバーザウルスSPは、本機の後継機種でスライド式のアタッカーは受け継がれているが、デジタル表示が7セグではなくドットマトリクス方式を採用している。大当たり図柄も異なるなど変更点は多い。
同時期に発売された機種として、同社から1989年に発売されたスパイラルⅠがある。

大当たり時に開放されるアタッカーは役物上部に配置されているので、効果的に出玉を増やすことが可能な機種であった。アタッカーが開放された状態だと左右に配置されているおまけチャッカーへの入賞がしやすくなる。このおまけチャッカーの賞球数は13個となるので、アタッカー入賞分と合わせると1回の大当たりで期待できる出玉は1800〜2500個程度である。本機のスペックでアタッカーが盤面下部に配置されていた場合だと賞球数7個のスタートチャッカーに入賞する玉が増えて出玉の総獲得数も減ってしまう。上部にアタッカーが配置されていて、スタートチャッカーではなくおまけチャッカー入賞と合わせて出玉を獲得する本機は、これまでの同社のフィーバーシリーズと比較しても出玉を効果的に増やすことが可能な機種と言える。

3箇所あるスタートチャッカーのうち、メインの入賞口となるのはデジタル下に配置してあるスタートチャッカーである。このチャッカー周辺の釘は2段式になっており、上の命釘に入った玉が、ロケットの絵が描かれている箇所を通過し、チャッカー上の命釘に達してからの入賞となる。上段は通過できても下段のチャッカーには入賞せずに玉がこぼれてしまう台も存在した。

## スペック
- フィーバーザウルスⅡ
  - 賞球数 7&13
  - 大当たり最高継続 10R
  - 大当たり確率 1/225

## 図柄
- 赤デジタル
  - 0
  - 1
  - 2
  - 3
  - 4
  - 5
  - 6
  - 7
  - 8
  - 9
- 緑デジタル
  - 1
  - 3
  - 5
  - 7
  - 9

## 演出
大当たりになると、スライド式のアタッカーが20秒間開放される。この動作は1回の大当たりで10回繰り返す仕様である。デジタルを表示している箇所が後方に傾き、センターに配置されている役物内のザウルスの目が光り出して動き始め、玉を飲み込んでいくような挙動を見せる。
大当たりになると、デジタル表示ごと、どーぞ見て下さいと言わんばかりに斜めになって、どーだ嬉しいかぁ！！とフィーバーを祝福。それでもって、センターの中にいるザウルスくんも牙を動かして喜んでくれるのです。アタッカーもスライド式で、気持ち良く玉を呼び込む。—『パチンコ必勝ガイド11月号』p 62

デジタルは左→右→中の順番に停止する。期待感を高めるために、左右のデジタルがテンパイすると中デジタルがスロー回転になる。スロー回転に移行後は、1〜2周進行後に停止する。左右のデジタルがテンパイすると、盤面ランプが派手にフラッシュしてリーチを知らせてくれる。

大当たりラウンドは中デジタルに表示され、大当たり中のカウント数はザウルスの口の中にある小デジタルに表示される。